# Marc Nygaard
Marc Stephen Grifftith Nygaard (ur. 1 września 1976 w Kopenhadze) – duński piłkarz występujący na pozycji napastnika. Zawodnik Helmond Sport.

## Kariera klubowa
Nygaard zawodową karierę rozpoczynał w 1994 roku w klubie FC København. W 1995 roku trafił do holenderskiego SC Heerenveen. W Eredivisie zadebiutował 19 listopada 1995 roku w zremisowanym 2:2 pojedynku z SBV Vitesse. 24 listopada 1995 roku w zremisowanym 1:1 spotkaniu z FC Twente strzelił pierwszego gola w Eredivisie. W 1996 roku dotarł z klubem do finału Pucharu Holandii, jednak Heerenveen uległo tam 2:4 Rodzie Kerkrade.
W 1997 roku przeszedł do MVV Maastricht, również z Eredivisie. Spędził tam rok. W 1998 roku odszedł do innego zespołu ekstraklasy, Rody Kerkrade. Pierwszy ligowy mecz zaliczył tam 18 września 1998 roku przeciwko NEC Nijmegen (1:3). W styczniu 2003 roku został wypożyczony do belgijskiego SK Lommel. W marcu tego samego roku podpisał kontrakt z holenderskim Excelsiorem Rotterdam. Zawodnikiem tego klubu był do zakończenia sezonu 2002/2003.
W lipcu 2003 roku Nygaard trafił do włoskiej Brescii. Sezon 2003/2004 spędził na wypożyczeniach w Katanii (Serie B) oraz Vicenzy (Serie B). Latem 2004 roku wrócił do Brescii. W Serie A zadebiutował 17 października 2004 roku w wygranym 3:1 z Parmą. Graczem Brescii był przez 2 lata.
W 2005 roku odszedł do angielskiego Queens Park Rangers. W Championship pierwszy mecz zaliczył 9 sierpnia 2005 roku przeciwko Ipswich Town (2:1). W QPR występował przez 3 lata.
W styczniu 2008 roku Nygaard wrócił do Danii, gdzie został graczem zespołu Randers FC. W Superligaen zadebiutował 16 marca 2008 roku w przegranym 1:3 spotkaniu z Brøndby. 27 kwietnia 2008 roku w wygranym 4:1 pojedynku z Aarhus GF zdobył 2 bramki, które były jego pierwszymi w Superligaen. W 2009 roku wraz z Mortenem Nordstrandem z 16 golami na koncie został królem strzelców Superligaen.
W 2010 roku podpisał kontrakt z niemieckim SpVgg Unterhaching z 3. Ligi.
| Sezon   | Klub                | Kraj     | Rozgrywki      | Mecze | Bramki |
| ------- | ------------------- | -------- | -------------- | ----- | ------ |
| 1994/95 | FC København        | Dania    | Superligaen    | 0     | 0      |
| 1995/96 | SC Heerenveen       | Holandia | Eredivisie     | 6     | 1      |
| 1996/97 | SC Heerenveen       | Holandia | Eredivisie     | 20    | 5      |
| 1997/98 | MVV Maastricht      | Holandia | Eredivisie     | 34    | 3      |
| 1998/99 | Roda Kerkrade       | Holandia | Eredivisie     | 30    | 10     |
| 1999/00 | Roda Kerkrade       | Holandia | Eredivisie     | 2     | 0      |
| 2000/01 | Roda Kerkrade       | Holandia | Eredivisie     | 24    | 1      |
| 2001/02 | Roda Kerkrade       | Holandia | Eredivisie     | 21    | 1      |
| 2002/03 | Roda Kerkrade       | Holandia | Eredivisie     | 9     | 1      |
| 2002/03 | SK Lommel           | Belgia   | Eerste klasse  | 4     | 1      |
| 2002/03 | SBV Excelsior       | Holandia | Eredivisie     | 8     | 1      |
| 2003/04 | Calcio Catania      | Włochy   | Serie B        | 12    | 3      |
| 2003/04 | Vicenza             | Włochy   | Serie B        | 4     | 0      |
| 2004/05 | Brescia             | Włochy   | Serie A        | 10    | 0      |
| 2005/06 | Queens Park Rangers | Anglia   | Championship   | 27    | 9      |
| 2006/07 | Queens Park Rangers | Anglia   | Championship   | 23    | 3      |
| 2007/08 | Queens Park Rangers | Anglia   | Championship   | 19    | 1      |
| 2007/08 | Randers FC          | Dania    | Superligaen    | 9     | 6      |
| 2008/09 | Randers FC          | Dania    | Superligaen    | 26    | 16     |
| 2009/10 | Randers FC          | Dania    | Superligaen    | 22    | 0      |
| 2010/11 | SpVgg Unterhaching  | Niemcy   | 3. Liga        | 23    | 3      |
| 2011/12 | Helmond Sport       | Holandia | Eerste divisie | -     | -      |

## Kariera reprezentacyjna
Nygaard grał w kadrze Danii U-17, U-19 oraz U-21. W pierwszej reprezentacji Danii zadebiutował 15 listopada 2000 roku w wygranym 2:1 towarzyskim meczu z Czechami. W latach 2000–2008 w drużynie narodowej rozegrał w sumie 8 spotkań.